# 川村敬三
川村 敬三（かわむら のりみつ、弘化3年（1846年） - 明治38年（1905年）8月21日）は、江戸時代末期の幕臣。兄に川村正平（恵十郎）、義弟に近藤芳助（川本三郎）、甥（正平の子）に川村花菱がいる。

## 経歴
昌平坂学問所で優秀な成績を修め、剣道においても柳生新陰流で免許皆伝を得た。慶応3年（1867年）、横浜で英語伝習生に選ばれた。
1868年、戊辰戦争においては、松平斉民に成績優秀に目をかけられ、命により彰義隊の暴発を抑えるためにこれに加入、頭取（次官格）として幹部に名を連ねる。しかし隊内の主戦派を抑えることができず、彰義隊は上野戦争で壊滅的な敗北を喫する。その後東北へ赴き、庄内藩を中心に奥羽列藩と政府との調停に奔走した。また、沼間守一らを庄内に派遣して酒田で農兵の訓練を担当させたり、榎本武揚艦隊に庄内藩救援を依頼し、長崎丸を派遣させるなどした。
明治になってからは横浜で英学を修め、秀文館（修文館）において校長を務めた。1890年には、円通寺に天野八郎顕彰碑を建立する際に協力した。1905年8月21日没。